# Gimbweiler
Gimbweiler ist eine Ortsgemeinde im Landkreis Birkenfeld in Rheinland-Pfalz. Sie gehört der Verbandsgemeinde Birkenfeld an.

## Geographische Lage
Der Ort liegt am Mörschbach im Schwarzwälder Hochwald im Hunsrück an der Grenze zum Saarland.
Zu Gimbweiler gehört auch der Wohnplatz Heidehof.

## Geschichte
Die ältesten Namensformen von Gimbweiler sind: Gumbweiler (1397), Gompwiler (1480), Gympwiler (1480).
Der römische Ursprung von Gimbweiler und des auf seiner Gemarkung gelegenen und untergegangenen Frudesweiler ist nicht nachgewiesen.
Gimbweiler teilte im Allgemeinen das Schicksal des benachbarten Wolfersweiler. Gimbweiler gehörte stets zu dessen Hochgericht und Pfarrei, abwechselnd waren die Oberherren: Bischöfe von Verdun, die Grafen von Veldenz, die Zweibrücker Herzöge.
Im 13. Jahrhundert versuchten die Herren von Oberstein in dem zwischen Wolfersweiler und Baumholder gelegenen Ort festen Fuß zu fassen. Versuche, die sie in den folgenden Jahrhunderten, auf ihre lothringischen Lehnsreverse gestützt, erneuerten.
Grundbesitz hatten sie von jeher in Gimbweiler, aber auch die anderen Herren waren dort begütert. Doch haben die Veldenzer und Zweibrücker ihnen gegenüber Hoheit und Besitz kräftig gewahrt und vermehrt. So kaufte Graf Friedrich von Veldenz 1397 den Herren von Broich außer Gütern, Zinsen und Rechten zu Eckelnhusen, Hanwiler und Moysberg einen Hof und arme Leute zu Gumpwiler ab.
Gimbweiler und Frudesweiler gehören nun, ebenso wie die benachbarten Orte Freisen und Hoppstädten, Hahnweiler und Reitscheid, nach dem im Jahre 1432 erstmals ausgestellten und bis 1667 stets erneuerten Lehnsrevers, zu dem großen lothringischen Lehen der Obersteiner. Die lothringischen und auch ihre Obersteiner Lehnsträger hielten stets ihre Ansprüche auch auf Gimbweiler wach. So haben die von Oberstein-Falkenstein den Ort 1599 dem Herrn von Schillards, denen von Feigniss, als lothringisches Afterlehen vergeben. In Wirklichkeit ist aber die zweibrückische Landeshoheit über Gimbweiler nicht angetastet worden. Die Besitzverhältnisse Wolfersweilers sind auch die Gimbweilers gewesen.
In der Franzosenzeit gehörten Gimbweiler und Wolfersweiler zur Mairie Nohfelden, die dem Kanton Baumholder angegliedert war.
Das untergegangene Frudesweiler lag nur 10 Minuten nördlich von Gimbweiler auf der rechten Seite des Weges nach Weiersbach. Seine Lage ist bestimmt durch die Bezirke Hofgärten, Dorfwies im Flur 3 und Mauer im Flur 6. In den unter Gimbweiler erwähnten lothringischen Lehnsreversen wird Frudesweiler mit diesem und Hahnweiler zusammen von Oberstein als Lothringer Lehen beansprucht.
Nach Fabricius gehörte ein Teil der Frudesweiler Gewerk zur Rohrbacher Pflege, deren Grenze nach einem Weistum von 1581 gegen das Hochgericht Wolfersweiler vom Krämelsmäuerchen bei Hahnweiler mit der Straße Lichtenberg – Wolfersweiler bis zur Gimbweiler Langwiese, dem dort entspringenden Bach nach bis in Frudesweiler und von da mit einem von Norden kommenden Tälchen bis zum Langenstein verlief. Damit stehen aber die Wolfersweiler im Widerspruch. Hier werden außer dem Frudesweiler Bann noch die Bänne von Leitzweiler, Rückweiler und Hahnweiler in den Wolfersweiler Gerichtsbezirk einbezogen, und unter den Schöffen, die 1507 die Grenze weisen, befindet sich auch einer von Frudesweiler. Auf jeden Fall war Frudesweiler immer veldenzisch bzw. zweibrückisch.
1640 soll Frudesweiler noch gestanden haben, 1740 als verfallen erwähnt sein. Auf den Ländereien übten später die Bewohner von Gimbweiler und Weiersbach das Weiderecht aus. Die daraus erwachsenden Streitigkeiten zogen sich bis ins 19. Jahrhundert hin. Sie wurden durch einen Vergleich beendet. Weiersbach erhielt zweifünftel, meist Waldungen, Gimbweiler dreifünftel, vor allem Acker und Wiesenland.
(nach Prof. H. Baldes)
Bevölkerungsentwicklung
Die Entwicklung der Einwohnerzahl von Gimbweiler, die Werte von 1871 bis 1987 beruhen auf Volkszählungen:
| Jahr | Einwohner |
| ---- | --------- |
| 1815 | 130       |
| 1835 | 263       |
| 1871 | 335       |
| 1905 | 305       |
| 1939 | 402       |
| 1950 | 427       |
| 1961 | 518       |

| Jahr | Einwohner |
| ---- | --------- |
| 1970 | 487       |
| 1987 | 467       |
| 1997 | 459       |
| 2005 | 442       |
| 2011 | 418       |
| 2017 | 395       |
| 2023 | 408       |

## Religion
Die meisten Einwohner gehören zur Evangelischen Kirchengemeinde Wolfersweiler.

## Politik

### Ortsbürgermeister
Gerd Linn wurde am 5. Juli 2021 Ortsbürgermeister von Gimbweiler, nachdem er bereits zuvor als Erster Beigeordneter die Amtsgeschäfte geführt hatte. Sein Vorgänger Martin Samson hatte mit Wirkung zum 31. März 2021 das Amt niedergelegt. Für den 27. Juni 2021 war daher eine Direktwahl vorgesehen. Da kein Wahlvorschlag eingereicht wurde, oblag die Wahl nach der Gemeindeordnung nun dem Ortsgemeinderat. Dieser entschied sich einstimmig für Linn.
Linn wurde im Juni 2024 wiedergewählt.
Die Ortsbürgermeister von Gimbweiler:
- 1947–1961 Emil Schweig
- 1961–1970 Willy Jungblut
- 1971–1990 Manfred Wommer (SPD)
- 1990–2004 Walter Kreulich (SPD)
- 2004–2021 Martin Samson
- seit 2021 0 Gerd Linn

Walter Kreulich war der erste Ortsbürgermeister, der in einer Direktwahl der Gimbweiler Bürger gewählt wurde.

### Wappen
| Wappen von Gimbweiler | Blasonierung: „In geteiltem Schild oben in Gold fünf bewurzelte grüne Bäume, von denen der zweite und der vierte die anderen überragen, unten ein rotbewehrter, -gezungter und -gekrönter wachsender goldener Löwe in Schwarz.“ |
| Wappen von Gimbweiler | Es wurde 1965 vom rheinland-pfälzischen Innenministerium genehmigt |

## Wirtschaft und Infrastruktur
Die Wirtschaft der Gemeinde wurde bis in die 1960er Jahre durch bäuerliche Betriebe geprägt.

### Verkehr
Straßennetz
An das Fernstraßennetz ist Gimbweiler durch die Bundesstraßen 41 (Ost-West-Verbindung: Mainz–Saarbrücken) und die 269 (Bernkastel-Kues–Saarlouis), sowie die Bundesautobahn 62 gut angeschlossen. Diese Autobahn ist zugleich auch die wichtigste Nord-Süd-Verbindung und stellt die Verbindung nach Trier bzw. Kaiserslautern her. Ferner ist über die B 269 die Hunsrückhöhenstraße (B 327) und damit der Flughafen Hahn schnell erreichbar (50 km). Zwischen dem Flughafen Hahn und Birkenfeld gibt es, fünfmal am Tag, eine Busverbindung.
Schienennetz
Durch den 6 km entfernten Bahnhof Neubrücke (Nahe) ist Birkenfeld an die Nahestrecke Saarbrücken–Frankfurt am Main angebunden. So ist man in 45 Minuten in Saarbrücken und in weniger als 2 Stunden in Frankfurt am Main.

### Bildungseinrichtungen
Seit 1996 ist auf der Fläche eines ehemaligen US-Militärlazaretts, in der Nachbargemeinde Hoppstädten-Weiersbach, ein Fachhochschulstandort etabliert worden. Der Umwelt-Campus Birkenfeld trägt, als Standort der Fachhochschule Trier, verstärkt zur wirtschaftlichen Entwicklung der Region Birkenfeld bei.

### Freizeit- und Sportanlagen
An Freizeit- und Sportanlagen gibt es u. a. einen Rasenplatz des örtlichen Sportvereins.

## Kunst und Kultur
Die 1998 gegründete Punkband Pascow kommt zu Teilen aus Gimbweiler. Die Band hat bis heute ihren Proberaum auf dem nahe gelegenen Heidehof. Der Song "Das ist Gimbweiler und nicht L.A." erschien 2010 auf dem Album "Alles muss kaputt sein".

## Persönlichkeiten
- Alex Pascow (Alexander Thomé), Musiker
- Ollo Pascow (Oliver Thomé), Musiker